# 2161 Grissom
2161 Grissom è un asteroide della fascia principale. Scoperto nel 1963, presenta un'orbita caratterizzata da un semiasse maggiore pari a 2,7485997 UA e da un'eccentricità di 0,1615509, inclinata di 7,29915° rispetto all'eclittica.
L'asteroide è dedicato all'astronauta statunitense Virgil Grissom.